# Соло: Зоряні війни. Історія
«Соло: Зоряні війни. Історія» (англ. Solo: A Star Wars Story), або просто «Соло» — фільм у жанрі космічного вестерну зі всесвіту «Зоряних війн». Режисером фільму є Рон Говард, який замінив на цій посаді тандем Філа Лорда та Крістофера Міллера, які залишились виконавчими продюсерами фільму. Сценарій до стрічки написали Лоуренс Кездан та його син Джон Кездан. Фільм знімався компанією Lucasfilm, він є другим у серії стенделоунів Антологія Зоряних війн. Роль молодого Хана Соло виконує Олден Еренрайк, роль молодого Лендо Калріссіана — Дональд Гловер. Також у фільмі знялися Емілія Кларк, Вуді Гаррельсон та Фібі Воллер-Брідж.
Події фільму відбуваються у всесвіті «Зоряних війн» у період між подіями, описаними в епізоді «Помста ситхів» та «Нова надія». Сюжет описує молодість контрабандиста Хана Соло, його історію повстання проти Галактичної імперії та здобуття легендарного космічного корабля «Тисячолітній сокіл».
Знімання розпочалося у січні 2017 року. Фільм вийшов в Україні 24 травня 2018.

## Сюжет
Після приходу до влади імператора Палпатіна в галактиці процвітає беззаконня. На планеті Корелія молодий злодій Хан викрадає дороге паливо коаксій, що продати його та втекти з подругою Кі'рою подалі від мафії. Проте лідер мафії, Леді Проксима, дізнається про це і наказує привести Хана до неї. Той спрямовує на Проксиму пекуче сонячне світло і, скориставшись нагодою, тікає з Кі'рою до космопорту. На пропускному пункті злодій дає хабаря імперському офіцеру, щоб пройти без квитка. Він встигає пройти, але охоронець Леді Проксіми Молох перехоплює його подругу. Хлопець обіцяє повернутися за нею, але не маючи коштів для подорожей, змушений вступити до імперського флоту як льотчик. За те, що Хан безрідний, офіцер дає йому прізвисько «Соло» (один, сам).
Минає три роки, Хана за непокору командиру відправлено в піхоту. Він опиняється на планеті Мімбан, яку імперія прагне підкорити. Там Соло зустрічає банду злочинців на чолі з Тобіасом Бекеттом, самозванцем, що видає себе за командира штурмовиків. Хан викриває самозванця і Бекетт наказує кинути Соло до в'язниці як дезертира. Його поміщають в камеру зі «звіром» — вукі, на ім'я Чубакка. Завдяки знанню мови вукі, Хан переконує його втекти разом. Бекетт вирішує взяти обох на справу — пограбування імперського потяга з вантажем коаксію.
Вирушивши на завдання, банда Бекетта стикається з конкурентною бандою «Хмарних вершників» під проводом Енфіс Нест. В сутичці з ними багато спільників Бекетта гине, в тому числі його дружина. Паливо вибухає і тепер Бекетт лишається у великих боргах перед Драйденом Возом, лідером злочинного синдикату «Червоне сонце», котрий і замовив пограбування. Бекетт боїться його гніву і Соло вирішує не покинути його, а допомогти як зможе.
Разом вони вирушають на яхту Воза, де Хан несподівано для себе зустрічає Кі'ру. Драйден розчарований невдачею і збирається стратити Бекетта. Кі'ра заступається за бандитів, пропонуючи спробувати викрасти коаксій вдруге. Соло натомість радить викрасти неочищений коаксій прямо з родовища. Тоді ніхто не здогадається, що за цим стоїть Воз, лишається тільки знайти швидкий корабель і вправного пілота. Воз погоджується і наполягає на включенні Кі'ри в команду. Дівчина придумує де взяти корабель — у заможного контрабандиста, колишнього пілота Лендо Калріссіана.
Команда вирушає в казино, де Хан кидає виклик Лендо в азартній грі саббак. Соло провокує контрабандиста поставити свій корабель, зі свого боку ставлячи власне судно (якого в Соло немає). Соло майже виграє, та Лендо махлює і вимагає розплатитися. Тоді його переконують приєднатися до пограбування шахти в обмін на частку прибутку. Команда бере корабель «Тисячолітній сокіл» і вирушає на планету Кессель. До них приєднується бунтівний робот-навігатор Лендо L3-37. Тим часом «Хмарні вершники» встановлюють на корабель маячок.
Висадившись у руднику, L3-37 підбурює тамтешніх роботів до повстання. Скориставшись хаосом, злодії викрадають партію коаксію. Однак, L3-37 сильно пошкоджена, рятуючи її Лендо зазнає поранення і доручає пілотування «Тисячолітнім соколом» Соло. Паливо загрожує вибухнути, аби встигнути вчасно, Хан скорочує шлях крізь небезпечний регіон і проривається крізь імперську блокаду, після чого тікає від космічного чудовиська. На ходу він використовує частку коаксію, щоб посилити двигун. Корабель відривається від чудовиська, котре падає в чорну діру.
Кі'ра запевняє Соло, що він хороша людина, хоча той вважає себе просто злочинцем. Під час передачі палива на очищення банда Енфіс Нест відстежує за маячком і оточує найманців. Бекетт називає її людей жорстокими беззаконниками. Енфіс знімає перед Соло шолом і виявляється юною дівчиною. Вона розповідає, що «Червоне сонце» грабує мирні планети й тим самим підтримує завоювання імперії. Хан вирішує не віддавати паливо Возу.
Хан, Кі'ра і Чубакка вирушають на зустріч з Драйденом, взявши підроблений коаксій. Але той викриває їх через зраду Бекетта. Бійці «Червоного сонця» вирушають відібрати справжній вантаж, але це виявляється пасткою — справжнє паливо у Соло, а Нест нападає із засідки. Тоді Бекетт викрадає коаксій і тікає, взявши в заручники Чубакку. Соло бореться з Дрейденом, Кі'ра вступає в бій і вбиває Драйдена, а потім радить Хану допомогти «Хмарним вершникам». Кі'ра повідомляє начальнику Воза, лорду ситхів Дартові Молу, про невдачу. Той наказує Кі'рі негайно прибути до нього аби розшукати й покарати Бекетта.
Хан вирушає навздогін за Бекеттом і викликає його на дуель, де вони мають одночасно вистрілити одне в одного. Соло стріляє першим і вбиває Бекетта, відплативши обманом за обман. Хан з Чубаккою доставляють коаксій «Хмарним вершникам», які обіцяють передати його Альянсу повстанців проти Імперії. Енфіс Нест пропонує Хану приєднатися до неї, але той відмовляється.
За якийсь час на невідомій планеті Хан знову кидає виклик Лендо у грі. Він викрадає карти з рукава Лендо і тепер чесно виграє «Тисячолітнього сокола». В компанії Чубакки Хан вирушає на планету Татуїн, де якийсь гангстер набирає команду.

## У ролях
- Олден Еренрайк — Хан Соло: молодий цинічний контрабандист, який входить у команду Бекетта;
- Вуді Гаррельсон — Тобіас Бекетт: злочинець і наставник Хана;
- Емілія Кларк — Кі'ра, колишня дівчина Хана;
- Дональд Ґловер — Лендо Калріссіан: заможний контрабандист і шулер;
- Джонас Суотамо — Чубакка;
- Пол Беттані — Драйден Воз: безжальний злодій, лідер злочинного синдикату, начальник Бекетта;
- Тенді Ньютон — Вел Бекетт: дружина Тобіаса Бекетта;
- Фібі Воллер-Брідж — L3-37;
- Ерін Мей Келліман — Енфіс Нест;
- Джон Фавро — Rio Durant;
- Лінда Гант — леді Проксіма;
- Клінт Говард — Ралакілі;
- Рей Парк — Дарт Мол;
- Ворвік Девіс — Візел;

## Виробництво

### Розробка
У лютому 2013 виконавчий директор Disney Боб Айгер підтвердив розробку двох фільмів, сценарій до яких окремо написали Лоуренс Кездан та Сайомн Кінберг. Невдовзі після цього стало відомо, що Дісней працює над фільмами про Хана Соло та Бобу Фетта. Продюсер Lucasfilm Кетлін Кеннеді пояснила, що ці окремі фільми не будуть перетинатися із трилогією-сиквелом: «Джордж [Лукас] абсолютно чітко пояснив, як це має виглядати. Канон, який він створив, — це сага Зоряних війн. Зараз Епізод VII є частиною цього канону. Фільми-спін-оффи, чи як би ми їх не називали, існують всередині цього розширеного всесвіту, який він створив. Ми не будемо переносити персонажів (зі стенделоунів) до основної саги чи з неї. Саме таку дорожню карту з творчої точки зору нам накреслив Джордж.» У квітні 2015 Lucasfilm та Кеннеді анонсували, що серія стенделоунів буде називатися «Антологія Зоряних війн».
У липні 2015 Lucasfilm анонсував, що прем'єра фільму з антології, у якому йдеться про те, «як молодий Хан Соло став контрабандистом, крадієм і негідником, якого Люк Скайквокер та Обі-Ван Кенобі зустріли у кантіні в Мос Айслі», відбудеться 25 травня 2018. Друг Соло — вукі Чубакка також буде персонажем цього фільму. У травні 2016 Лоуренс Кездан заявив, що знімання почнеться у січні 2017.

### Кастинг

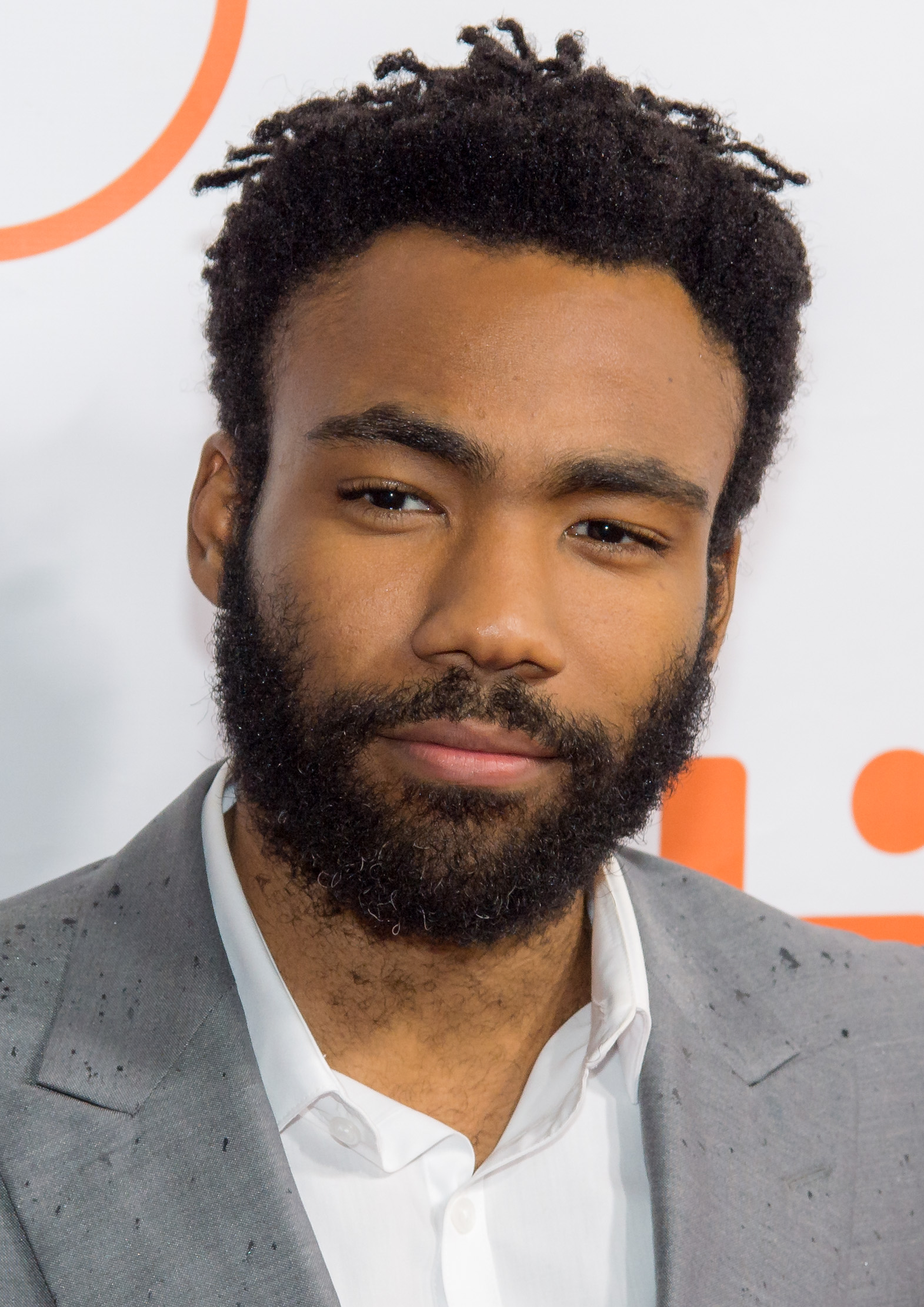
Дональд Гловер грає молодого Лендо Калріссіана.

У січні 2016 було оголошено короткий список претендентів на роль молодого Хана Соло, до якого входили Майлз Теллер, Енсел Елґорт, Дейв Франко, Джек Рейнор, Скотт Іствуд, Логан Лерман, Еморі Коен та Блейк Дженнер. У березні 2016 повідомлялося, що основними претендентами на роль стали Олден Еренрайх, Джек Рейнор та Тарон Еджертон. У травні Еренрайха було обрано на цю роль. Один із режисерів Крістофер Міллер схарактеризував пошук виконавця на роль Хана Соло як «один з найважчих кастингів в історії», додавши, що вони «переглянули понад 3000 претендентів».
У жовтні того ж року акторки Тесса Томпсон, Наомі Скотт, Зої Кравітц, Емілія Кларк, Кірсі Клемонс, Джессіка Генвік та Адріа Арона вважалися фаворитками на головну жіночу роль, тоді як Дональд Гловер — фаворитом на роль молодого Лендо Калріссіана. Участь Гловера згодом була підтверджена, а на жіночу роль у листопаді було обрано Емілію Кларк.
Напочатку січня 2017 стало відомо, що Вуді Гаррельсон зіграє у фільмі роль наставника Хана Соло. У лютому 2017 до знімання приєдналася Фібі Воллер-Брідж, героїня якої буде намальована завдяки комп'ютерній графіці, подібно до дроїда K-2SO з фільму Бунтар Один у виконанні Алана Тудика.

### Фільмування
Знімання фільму почалося 30 січня 2017 на Pinewood Studios. Робоча назва фільму — «Зоряні війни: Червона чаша». Оператор фільму — Бредфорд Янг.

## Нагороди та номінації
| Список нагород та номінацій фільму | Список нагород та номінацій фільму | Список нагород та номінацій фільму   | Список нагород та номінацій фільму                     | Список нагород та номінацій фільму | Список нагород та номінацій фільму |
| Кінофестиваль/Кінопремія           | Рік                                | Категорія                            | Номінант(и)                                            | Результат                          | Дж                                 |
| ---------------------------------- | ---------------------------------- | ------------------------------------ | ------------------------------------------------------ | ---------------------------------- | ---------------------------------- |
| Премія «Оскар»                     | 24.02.2019                         | Найкращі візуальні ефекти            | Роб Бредоу, Патрик Табач, Ніл Скенлан та Домінік Туохі | Номінація                          | [ 25 ]                             |
| Премія «Сатурн»                    | 13.09.2019                         | Найкращий науково-фантастичний фільм | Стрічка                                                | Номінація                          | [ 26 ]                             |